# 武者小路公秀
武者小路 公秀（むしゃこうじ きんひで、1929年10月21日 - 2022年5月23日）は、日本の国際政治学者。大阪経済法科大学アジア太平洋研究センター前所長であり特任教授。明治学院大学国際平和研究所客員所員。専門は国際政治学、平和学。学位は政治学士（学習院大学）。
公益財団法人朝鮮奨学会理事、国連大学副学長、国際人権NGO・反差別国際運動（IMADR）日本委員会理事長などを歴任。

## 人物
藤原北家の支流・閑院流の末裔で元貴族院議員、駐独大使を務めた武者小路公共の三男としてブリュッセルで生まれる。武者小路実光は異母兄にあたる。祖父は日本鉄道会社発起人で裁判官の武者小路実世。外祖父は伊東義五郎。外祖母の伊東満里子（フランス名マリ・ルイーズ・フラパース）はフランス海軍軍人テオドール・フラパースの娘であり、公秀自身はフランス人とのクオーター（4分の1混血者）である。叔父に小説家の武者小路実篤、従兄に西園寺公一。学習院大学政治経済学部卒業。
徹底した反米、反体制、反権力主義者。人権擁護法案の推進者の一人であり、同法案の草案をつくった人権フォーラム21の代表で推進派の部落解放同盟との関係も深い。またチュチェ思想国際研究所理事や、坂本義和と共に朝鮮労働党と日本共産党の関係改善の斡旋役を務め、2007年には朝鮮総連が主催する在日本朝鮮人中央大会に来賓あいさつを述べている。また、2008年にはチュチェ思想全国フォーラムに講師として招かれた。親北朝鮮の季刊誌『金日成・金正日主義研究』にも反覇権主義、反植民地主義についての論考を寄稿している。
1986年から1988年まで、世界政治学会（IPSA）会長を務めたが、この選出は、アジアから会長を出すことになり、アジア代表候補となり、また旧ソ連も支持した。これを第三世界に担がれて世界政治学会（IPSA）会長になったと述べている。
国連大学副学長時代にポーランドのゴレンビュフスキーをプログラム・オフィサーに迎えたことについて「いまでも彼はＫＧＢのエージェントでないかと思っている。どうせ国連大学には、ＣＩＡのからのスタッフが入っているからＫＧＢもいれておいたほうがいいだろうと思って（笑）」と述べている。
アメリカ同時多発テロ事件後は、「イスラーム世界と日本とは、共通の西欧近代の超克という課題をもっている」として、「西欧中心の「オリエンタリズム」的現実を、一日も早く清算する必要がある」、「私たち日本人は、日本が「イスラーム」と一緒に非文明の側に分類されているという基本的な事実を忘れてはいけない」と主張し、「かつての日本の「カミカゼ＝特攻精神」と今回のイスラーム「原理主義」テロリストに、共通するひとつの心情がある」と、戦時中の日本の精神性とイスラーム原理主義との間の共通性を指摘した。
カトリック教徒であり、カトリック正義と平和協議会などが主催する講演会でも、しばしば講演している。
参議院議員の猪口邦子は教え子である。
2019年には大阪で開催されたG20サミットに際し、中華人民共和国におけるウイグル人など先住民族の人権問題に触れ「21世紀を、対話による和解の世紀に」と題した声明を発表するなど、晩年まで平和・人権問題の解決に尽力した。
2019年9月、自宅にて転倒。療養生活に入る。翌2020年1月、最終更新となったブログには「SDGゲーミングをひろげれば、老人でも今日の若者たちと気持ちを通わせる可能性があるという「夢」を見ています。本年もよろしくお願いいたします。」と結ばれている。
2022年5月23日に死去していたことが、同年7月7日、国際連合大学のウェブサイトで発表された。92歳没。

## 研究歴
- 1953年 学習院大学法学部政治学科卒業
- 1957年‐1958年 パリ大学政治学院聴講生
- 1961年‐1962年 プリンストン大学国際研究センター客員研究員（ロックフェラー財団奨学フェロー）
- 1969年 ハワイ大学東西センター高等研究員

## 教育歴
- 1960年 学習院大学法学部政治学科専任講師
- 1965年 ノースウェスタン大学国際関係学部客員教授
- 1968年 学習院大学法学部政治学科教授
- 1968年 上智大学外国語学部国際関係研究所教授
- 1969年‐1973年 同研究所所長
- 1976年‐1989年 国際連合大学プログラム副学長
- 1989年 明治学院大学国際学部教授
- 1998年 フェリス女学院大学国際学部教授
- 2001年 中部大学高等学術研究所所長・中部大学国際学部教授
- 2003年 大阪経済法科大学アジア太平洋研究センター所長
- 2013年 同研究センター特任教授

## 所属団体
- 反差別国際運動日本委員会 (理事長)
- ニューメディア人権機構（人権情報ネットワーク ふらっと）理事長
- 自主・平和・民主のための広範な国民連合 (代表世話人)
- ピースおおさか (初代館長)
- アジア・太平洋人権情報センター (会長)
- 世界平和アピール七人委員会委員
- 財団法人朝鮮奨学会(理事)
- 中部ESD(国連・持続可能な発展のための教育)拠点推進会議(代表)
- 『水平社創立宣言と関係資料』のユネスコ世界記憶遺産登録を目指す会(代表)
- チュチェ思想国際研究所（理事）

## 著作

### 単著
- 『現代フランスの政治意識』（弘文堂, 1960年）
- 『ケネディからドゴールへ――国際政治のビジョンと戦略』（弘文堂, 1964年）
- 『国際政治と日本』（東京大学出版会, 1967年）
- 『多極化時代の日本外交』（東京大学出版会, 1971年）
- 『行動科学と国際政治』（東京大学出版会, 1972年）
- 『国際政治を見る眼――冷戦から新しい国際秩序へ』（岩波書店［岩波新書］, 1977年）
- 『地球時代の国際感覚』（TBSブリタニカ, 1980年）
- 『世界の歴史（20）現代の世界』（講談社, 1986年）
- 『激動する世界と人権』（部落解放研究所, 1991年）
- 『転換期の国際政治』（岩波書店［岩波新書］, 1996年）
- 『人間安全保障論序説――グローバル・ファシズムに抗して』（国際書院, 2003年）
- 『人の世の冷たさ、そして熱と光―行動する国際政治学者の軌跡』（部落解放人権研究所, 2003年）

### 共著
- 伊藤正己・大石泰彦『社会科学を学ぶ』（有斐閣, 1970年）
- 岸田純之助・関寛治『70年代の国際関係――多極化時代のシステム・アプローチ』（べりかん社, 1970年）
- イーデス・ハンソン『世界人権宣言』（岩波書店, 1982年）
- 鶴見和子『複数の東洋／複数の西洋』（藤原書店, 2004年）

### 編著
- 『ハンドブック国際連合』（岩波書店［岩波ジュニア新書］, 1986年）
- 『新しい世界秩序をもとめて――アジア・太平洋のゆくえ』（国際書院, 1992年）
- 『日本外交の課題と選択』（大阪経済法科大学出版部, 1996年）
- 『東アジア共生への道』（大阪経済法科大学出版部, 1997年）
- 『新しい「日本のかたち」――外交・内政・文明戦略』（藤原書店, 2002年）
- 『ディアスポラを越えて――アジア太平洋の平和と人権』（国際書院, 2005年）
- 『人間の安全保障――国家中心主義をこえて』（ミネルヴァ書房, 2009年）

### 共編著
- ハーバート・パッシン『日米関係の展望』（サイマル出版会, 1968年）
- 内田満・内山秀夫・河中二講『現代政治学の基礎知識』（有斐閣, 1975年）
- 蝋山道雄『国際学――理論と展望』（東京大学出版会, 1976年）
- 蝋山道雄『国際政治学――多極化世界と日本』（有信堂高文社, 1976年）
- 臼井久和『転換期世界の理論的枠組み（1）国家間関係と政策決定』（有信堂高文社, 1987年）
- 臼井久和『転換期世界の理論的枠組み（2）脱国家的イシューと世界政治』（有信堂高文社, 1987年）
- 長洲一二『ともに生きる――地域で国際人権を考える』（日本評論社, 1989年）
- 明治学院大学国際平和研究所『国連の再生と地球民主主義』（柏書房, 1995年）
- 高橋一生『紛争の再発予防――紛争と開発』（国際開発高等教育機構, 2001年）
- 総合研究開発機構・遠藤義雄『アフガニスタン――再建と復興への挑戦』（日本経済評論社, 2004年）

### 訳書
- ガストン・ブートゥール『戦争』共訳：清水幾太郎（白水社[クセジュ文庫], 1955年）
- ケネス・E・ボールディング『紛争と平和の諸段階』（ダイヤモンド社, 1980年）
- サンドラ・ウィットワース『国際ジェンダー関係論――批判理論的政治経済学に向けて』（藤原書店, 2000年）

### その他
単著、共著でも編著なく、共編著、訳書でもないもの
- 武者小路公秀著 三橋利光・松本行広監訳 武者小路研究会訳『国際社会科学講義――文明間の作法対話』（国際書院，2015年）